# ΜNOVEL
μNOVEL（ミューノベル）は、毎日新聞出版株式会社が発行していたライトノベルノベルズレーベル。

## 概要
2015年10月27日に創刊される。特に30代・40代をメインターゲットとしている。書き下ろしの新作の他、復刊作品も収めている。マスコット・マークは、イラストレーターの天野喜孝がデザインしている。ファンタジー、SF、架空戦記、アクションなど、広義のエンターテインメント小説を扱っている。判型はノベルズ判。レーベル名の「μ（ミュー）」は、「毎日新聞出版」をローマ字表記した際の頭文字「M」のギリシャ文字が由来で、ギリシア神話で文芸をつかさどる女神「ミューズ」の「ミュー」にもあやかっているとされる。偶数月下旬に3 - 4点ずつ刊行していていた。2016年12月の「呪・アニメ アニメスタジオの怪談」を最後に新刊は出ていない。

## 創刊ラインナップ
- 小川一水『イカロスの誕生日』
- 菊地秀行『貴族泥棒スティール』
- 星野亮『ザ・サード』【完全版】